# 1647
Il 1647 (MDCXLVII in numeri romani) è un anno  del XVII secolo.

## Eventi
- 16 marzo – Ulma: Massimiliano I di Baviera abbandona la Guerra dei trent'anni firmando un trattato con Francia e Svezia.
- 7 luglio – Napoli: contro il governo spagnolo scoppia la rivolta popolare guidata da Masaniello.

## Nati

### Gennaio
- 3 gennaio - Edward Montagu, II conte di Sandwich, nobile e politico inglese († 1688)
- 5 gennaio - Johannes Colerus, teologo tedesco († 1707)
- 6 gennaio - Cristiano Guglielmo di Schwarzburg-Sondershausen, conte († 1721)
- 7 gennaio - Guglielmo Ludovico di Württemberg, duca tedesco († 1677)
- 20 gennaio - Sebastiano Cherici, compositore italiano († 1704)

### Marzo
- 1º marzo - Giovanni de Britto, gesuita e missionario portoghese († 1693)
- 2 marzo - Domenico Belisario de Bellis, vescovo cattolico italiano († 1701)
- 12 marzo - Victor-Maurice de Broglie, nobile e militare francese († 1727)
- 19 marzo - Anna Elisabetta di Anhalt-Bernburg, nobile († 1680)
- 20 marzo - Jean de Hautefeuille, fisico, inventore e abate francese († 1724)

### Aprile
- 1º aprile - John Wilmot, nobile, poeta e drammaturgo inglese († 1680)
- 2 aprile - Maria Sibylla Merian, naturalista e pittrice tedesca († 1717)
- 9 aprile - João de Sousa, arcivescovo cattolico portoghese († 1710)
- 14 aprile - Gregorio De Ferrari, pittore italiano († 1726)
- 18 aprile - Antonio Polcenigo, vescovo cattolico italiano († 1724)

### Maggio
- 24 maggio - Nicola Caravita, giurista e filosofo italiano († 1717)

### Giugno
- 20 giugno - Giovanni Giorgio III di Sassonia, nobile tedesco († 1691)

### Luglio
- 2 luglio - Daniel Finch, VII conte di Winchilsea, politico inglese († 1730)
- 8 luglio - Frances Stewart, duchessa di Richmond, nobile inglese († 1702)
- 16 luglio - Domenico Antonio Mele, poeta, librettista e medico italiano († 1723)
- 22 luglio - Margherita Maria Alacoque, monaca cristiana e mistica francese († 1690)
- 23 luglio - Luisa Maria del Palatinato, principessa tedesca († 1679)

### Agosto
- 4 agosto - Giovanni II Corner, doge († 1722)
- 5 agosto - Anne Le Fèvre Dacier, traduttrice e filologa classica francese († 1720)
- 12 agosto - Johann Heinrich Acker, storico tedesco († 1719)
- 15 agosto - Bartolomeo Ortari, intagliatore italiano († 1725)
- 22 agosto - Denis Papin, matematico, fisico e inventore francese († 1713)
- 28 agosto - Erik Sjöblad, ammiraglio svedese († 1725)
- 31 agosto - Mary Scott, III contessa di Buccleuch, nobile scozzese († 1661)

### Settembre
- 1º settembre - Anna Sofia di Danimarca, principessa († 1717)
- 4 settembre - Gerard Noodt, giurista olandese († 1725)
- 8 settembre - John Sheffield, I duca di Buckingham e Normanby, nobile, politico e scrittore britannico († 1721)
- 23 settembre - Federico VII di Baden-Durlach, sovrano († 1709)

### Ottobre
- 3 ottobre - Johannes Voet, giurista olandese († 1713)
- 7 ottobre - Francesco Marinali, scultore italiano
- 23 ottobre - Charles Le Goux de la Berchère, arcivescovo cattolico francese († 1719)

### Novembre
- 8 novembre - Antonio Bertola, architetto e ingegnere italiano († 1719)
- 11 novembre - Johannes Voorhout, pittore olandese († 1723)
- 18 novembre - Pierre Bayle, filosofo, scrittore e storico francese († 1706)
- 20 novembre - Jan van Huchtenburgh, pittore, incisore e disegnatore olandese († 1733)
- 26 novembre - Maria Edvige d'Assia-Darmstadt, nobile († 1680)

### Dicembre
- 4 dicembre - Daniel Eberlin, compositore e direttore d'orchestra tedesco († 1715)
- 7 dicembre - Giovanni Ceva, matematico italiano († 1734)
- 7 dicembre - Francesco del Giudice, cardinale italiano († 1725)

### Senza giorno specificato
- Henry Aldrich, letterato e architetto inglese († 1710)
- Francisco Álvarez de Velasco y Zorrilla, poeta colombiano († 1708)
- Jeanne Bourguignon Olivier Pitel de Beauval, attrice teatrale francese († 1720)
- Elias Brenner, miniatore, incisore e archeologo svedese († 1717)
- Dominique Busnot, diplomatico e religioso francese († 1714)
- Margherita Caffi, pittrice italiana († 1710)
- Stefano Carra, architetto italiano
- Petter Dass, scrittore, teologo e poeta norvegese († 1707)
- Angiolo Everardi, pittore italiano († 1678)
- Nicola Fumo, scultore e architetto italiano († 1725)
- Pelham Humphreys, compositore inglese († 1674)
- Archil d'Imerezia, re († 1713)
- Ferdinand van Kessel, pittore olandese († 1696)
- Elisabeth Hevelius, astronoma polacca († 1693)
- Richard Lee II, militare e politico britannico († 1715)
- George Legge, I barone Dartmouth, ammiraglio inglese († 1691)
- Bartolomeo Manni, scultore svizzero († 1709)
- Giovanni Battista Negrone, I conte di Monterubiaglio, nobile, alchimista e filosofo italiano († 1730)
- Vincenzo Olivicciani, cantante castrato italiano († 1726)
- Constantine Phaulkon, avventuriero e politico greco († 1688)
- François Poullain de La Barre, filosofo e scrittore francese († 1726)
- Pietro Francesco Prina, pittore italiano († 1727)
- Willem ten Rhijne, botanico e medico olandese († 1700)
- Nicola Russo, pittore italiano († 1702)
- Orazio III Sessi, nobile italiano († 1695)
- Jacob Spon, archeologo, antropologo e numismatico francese († 1685)
- Sigismondo III d'Este, nobile († 1732)

## Morti

### Gennaio
- 14 gennaio - Fortunat Sprecher von Bernegg, giurista, storico e politico svizzero (n. 1585)
- 17 gennaio - Zerbino Lugo, vescovo cattolico italiano
- 27 gennaio - Benedetto Buommattei, presbitero e grammatico italiano (n. 1581)
- 28 gennaio - Salvatore Vitale, religioso italiano (n. 1575)
- 29 gennaio - Francis Meres, scrittore inglese (n. 1565)

### Febbraio
- 6 febbraio - Juan Alfonso Enríquez de Cabrera, militare spagnolo (n. 1597)

### Marzo
- 14 marzo - Federico Enrico d'Orange, sovrano (n. 1584)

### Aprile
- 25 aprile - Mattia Galasso, generale italiano (n. 1584)
- 30 aprile - Georgius Candidius, missionario olandese (n. 1597)

### Maggio
- 6 maggio - Simon van de Passe, incisore, disegnatore e mercante d'arte olandese (n. 1595)
- 9 maggio - Alfonsina Gonzaga, nobildonna italiana (n. 1580)
- 19 maggio - Sebastian Vrancx, pittore e disegnatore fiammingo (n. 1573)
- 21 maggio - Pieter Corneliszoon Hooft, storico, poeta e drammaturgo olandese (n. 1581)
- 24 maggio - Ferdinando Gorges, nobile britannico (n. 1565)
- 29 maggio - Pieter Quast, pittore olandese
- 31 maggio - Carlo Federico I di Münsterberg-Oels, nobile boemo (n. 1593)

### Giugno
- 2 giugno - Cristiano di Danimarca, principe danese (n. 1603)
- 9 giugno - Matias de Albuquerque, militare portoghese (n. 1580)

### Luglio
- 7 luglio - Thomas Hooker, personalità religiosa statunitense (n. 1586)
- 12 luglio - Francesco Maria Farnese, cardinale italiano (n. 1619)
- 16 luglio - Masaniello, rivoluzionario italiano (n. 1620)
- 29 luglio - François Ryckhals, pittore e disegnatore olandese (n. 1609)

### Agosto
- 9 agosto - Sigismondo Casimiro Vasa, principe polacco (n. 1640)
- 10 agosto - Rodrigo Caro, poeta, storico e presbitero spagnolo (n. 1573)
- 12 agosto - Matthew Hopkins, avvocato inglese (n. 1620)
- 22 agosto - Giuseppe D'Alesi, condottiero e rivoluzionario italiano (n. 1612)
- 27 agosto - Pietro Novelli, pittore e architetto italiano (n. 1603)
- 31 agosto - Constant d'Aubigné, nobile francese (n. 1585)

### Settembre
- 2 settembre - Ascanio Turamini, vescovo cattolico italiano (n. 1586)
- 9 settembre - Cesare Magati, medico, chirurgo e scrittore italiano (n. 1579)
- 9 settembre - Edward Osborne, politico inglese (n. 1596)
- 10 settembre - Inés de Zúñiga y Velasco, nobildonna spagnola (n. 1584)
- 14 settembre - Pietro Desani, pittore italiano (n. 1595)
- 16 settembre - Nevesinli Salih Pascià, politico ottomano (n. 1607)
- 18 settembre - Pietro Carrera, scacchista e scrittore italiano (n. 1573)
- 24 settembre - Lodovico Flori, gesuita, economista e latinista italiano (n. 1579)

### Ottobre
- 8 ottobre - Christen Sørensen Longomontanus, astronomo danese (n. 1562)
- 9 ottobre - Anselm Casimir Wambolt von Umstadt, arcivescovo cattolico tedesco (n. 1579)
- 17 ottobre - Pietro Casani, presbitero italiano (n. 1572)
- 21 ottobre - Francesco Toraldo, militare italiano (n. 1585)
- 25 ottobre - Evangelista Torricelli, matematico e fisico italiano (n. 1608)
- 28 ottobre - Luis Jerónimo de Cabrera, nobile spagnolo (n. 1589)

### Novembre
- 3 novembre - Youssef Halib, arcivescovo cattolico libanese
- 5 novembre - Vincenzo Renieri, religioso, astronomo e matematico italiano (n. 1606)
- 13 novembre - Gian Vittorio Rossi, poeta, filologo e storico italiano (n. 1570)
- 24 novembre - Taddeo Barberini, militare e nobile italiano (n. 1603)
- 25 novembre - Giorgio Alberto I di Erbach-Schönberg, nobile tedesco (n. 1597)
- 30 novembre - Bonaventura Cavalieri, matematico italiano (n. 1598)
- 30 novembre - Giovanni Lanfranco, pittore italiano (n. 1582)

### Dicembre
- 1º dicembre - Giovanni Battista Doni, teorico della musica italiano (n. 1594)
- 7 dicembre - Francesco di Alessandro Leoncini, pittore italiano
- 10 dicembre - Abe Masatsugu, militare giapponese (n. 1569)
- 12 dicembre - Fulvio Alessandro della Corgna, nobile e politico italiano (n. 1589)
- 17 dicembre - Bonaventura de Baccarini, religioso italiano (n. 1586)
- 31 dicembre - Giovanni Maria Trabaci, compositore e organista italiano (n. 1575)

### Senza giorno specificato
- Pietro Cesarini, nobile italiano
- Thomas Coleman, religioso inglese (n. 1598)
- Pietro D'Asaro, pittore italiano (n. 1579)
- Mary Fitton,  inglese (n. 1578)
- Ascanio Grandi, letterato, poeta e scrittore italiano (n. 1567)
- Jacob van Hulsdonck, pittore fiammingo (n. 1582)
- Willem Kieft, mercante e politico olandese (n. 1600)
- Claude Malleville, poeta francese (n. 1597)
- John Milton, compositore inglese
- Claude Mydorge, matematico francese (n. 1585)
- Daniel Nys, mercante d'arte fiammingo (n. 1572)
- Elizabeth Raleigh, nobildonna inglese (n. 1565)
- Bartolomé Román, pittore spagnolo (n. 1547)
- Grigore Ureche, letterato rumeno (n. 1590)
- Francesco III Ventimiglia, nobile, politico e militare italiano (n. 1580)
- Marco Vitale, avvocato italiano (n. 1631)

## Calendario
| Calendario 1647 | Calendario 1647 | Calendario 1647 | Calendario 1647 | Calendario 1647 | Calendario 1647 | Calendario 1647 | Calendario 1647 | Calendario 1647 | Calendario 1647 | Calendario 1647 | Calendario 1647 | Calendario 1647 | Calendario 1647 | Calendario 1647 | Calendario 1647 | Calendario 1647 | Calendario 1647 | Calendario 1647 | Calendario 1647 | Calendario 1647 | Calendario 1647 | Calendario 1647 | Calendario 1647 | Calendario 1647 | Calendario 1647 | Calendario 1647 | Calendario 1647 | Calendario 1647 | Calendario 1647 | Calendario 1647 | Calendario 1647 | Calendario 1647 |
| --------------- | --------------- | --------------- | --------------- | --------------- | --------------- | --------------- | --------------- | --------------- | --------------- | --------------- | --------------- | --------------- | --------------- | --------------- | --------------- | --------------- | --------------- | --------------- | --------------- | --------------- | --------------- | --------------- | --------------- | --------------- | --------------- | --------------- | --------------- | --------------- | --------------- | --------------- | --------------- | --------------- |
|                 | 1               | 2               | 3               | 4               | 5               | 6               | 7               | 8               | 9               | 10              | 11              | 12              | 13              | 14              | 15              | 16              | 17              | 18              | 19              | 20              | 21              | 22              | 23              | 24              | 25              | 26              | 27              | 28              | 29              | 30              | 31              |                 |
| Gennaio         | Ma              | Me              | Gi              | Ve              | Sa              | Do              | Lu              | Ma              | Me              | Gi              | Ve              | Sa              | Do              | Lu              | Ma              | Me              | Gi              | Ve              | Sa              | Do              | Lu              | Ma              | Me              | Gi              | Ve              | Sa              | Do              | Lu              | Ma              | Me              | Gi              |                 |
| Febbraio        | Ve              | Sa              | Do              | Lu              | Ma              | Me              | Gi              | Ve              | Sa              | Do              | Lu              | Ma              | Me              | Gi              | Ve              | Sa              | Do              | Lu              | Ma              | Me              | Gi              | Ve              | Sa              | Do              | Lu              | Ma              | Me              | Gi              |                 |                 |                 |                 |
| Marzo           | Ve              | Sa              | Do              | Lu              | Ma              | Me              | Gi              | Ve              | Sa              | Do              | Lu              | Ma              | Me              | Gi              | Ve              | Sa              | Do              | Lu              | Ma              | Me              | Gi              | Ve              | Sa              | Do              | Lu              | Ma              | Me              | Gi              | Ve              | Sa              | Do              |                 |
| Aprile          | Lu              | Ma              | Me              | Gi              | Ve              | Sa              | Do              | Lu              | Ma              | Me              | Gi              | Ve              | Sa              | Do              | Lu              | Ma              | Me              | Gi              | Ve              | Sa              | Do              | Lu              | Ma              | Me              | Gi              | Ve              | Sa              | Do              | Lu              | Ma              |                 |                 |
| Maggio          | Me              | Gi              | Ve              | Sa              | Do              | Lu              | Ma              | Me              | Gi              | Ve              | Sa              | Do              | Lu              | Ma              | Me              | Gi              | Ve              | Sa              | Do              | Lu              | Ma              | Me              | Gi              | Ve              | Sa              | Do              | Lu              | Ma              | Me              | Gi              | Ve              |                 |
| Giugno          | Sa              | Do              | Lu              | Ma              | Me              | Gi              | Ve              | Sa              | Do              | Lu              | Ma              | Me              | Gi              | Ve              | Sa              | Do              | Lu              | Ma              | Me              | Gi              | Ve              | Sa              | Do              | Lu              | Ma              | Me              | Gi              | Ve              | Sa              | Do              |                 |                 |
| Luglio          | Lu              | Ma              | Me              | Gi              | Ve              | Sa              | Do              | Lu              | Ma              | Me              | Gi              | Ve              | Sa              | Do              | Lu              | Ma              | Me              | Gi              | Ve              | Sa              | Do              | Lu              | Ma              | Me              | Gi              | Ve              | Sa              | Do              | Lu              | Ma              | Me              |                 |
| Agosto          | Gi              | Ve              | Sa              | Do              | Lu              | Ma              | Me              | Gi              | Ve              | Sa              | Do              | Lu              | Ma              | Me              | Gi              | Ve              | Sa              | Do              | Lu              | Ma              | Me              | Gi              | Ve              | Sa              | Do              | Lu              | Ma              | Me              | Gi              | Ve              | Sa              |                 |
| Settembre       | Do              | Lu              | Ma              | Me              | Gi              | Ve              | Sa              | Do              | Lu              | Ma              | Me              | Gi              | Ve              | Sa              | Do              | Lu              | Ma              | Me              | Gi              | Ve              | Sa              | Do              | Lu              | Ma              | Me              | Gi              | Ve              | Sa              | Do              | Lu              |                 |                 |
| Ottobre         | Ma              | Me              | Gi              | Ve              | Sa              | Do              | Lu              | Ma              | Me              | Gi              | Ve              | Sa              | Do              | Lu              | Ma              | Me              | Gi              | Ve              | Sa              | Do              | Lu              | Ma              | Me              | Gi              | Ve              | Sa              | Do              | Lu              | Ma              | Me              | Gi              |                 |
| Novembre        | Ve              | Sa              | Do              | Lu              | Ma              | Me              | Gi              | Ve              | Sa              | Do              | Lu              | Ma              | Me              | Gi              | Ve              | Sa              | Do              | Lu              | Ma              | Me              | Gi              | Ve              | Sa              | Do              | Lu              | Ma              | Me              | Gi              | Ve              | Sa              |                 |                 |
| Dicembre        | Do              | Lu              | Ma              | Me              | Gi              | Ve              | Sa              | Do              | Lu              | Ma              | Me              | Gi              | Ve              | Sa              | Do              | Lu              | Ma              | Me              | Gi              | Ve              | Sa              | Do              | Lu              | Ma              | Me              | Gi              | Ve              | Sa              | Do              | Lu              | Ma              |                 |